# Stephan Hensel
Stephan Hensel (* 25. Juni 1965 in Hamburg) ist ein deutscher Radio- und Fernseh-Moderator und Fotograf.

## Leben und Wirken
Nach dem Abitur am Albrecht Thaer Gymnasium 1985 machte er eine Lehre als Radio- und Fernsehtechniker. 1989 war er am Aufbau des privaten hessischen Rundfunksenders Radio FFH in Frankfurt am Main beteiligt, wechselte dann nach Berlin, wo er zunächst als Verkehrsreporter, später als Technischer Leiter von 104.6 RTL tätig war.
Seit 2004 hat er sich auf die Arbeit am Mikrofon konzentriert, absolvierte beim Berliner Rundfunk 91.4 ein Nachrichten-Volontariat und wechselte 2008 zurück nach Hamburg, als freier Mitarbeiter zu NDR 90,3, dem regionalen Hamburger Radioprogramm des Norddeutschen Rundfunks.
Für NDR 90,3 moderiert er meist im wöchentlichen Wechsel mit Ulf Ansorge die Sendung Hamburg „Der Morgen“, wirkt in Fernsehbeiträgen des Hamburg Journals mit, präsentiert Diskussionsrunden und Bühnenshows, wie z. B. den Hamburger Hafengeburtstag, Hamburg Cruise Days, Motorradgottesdienst, Tag der offenen Tür im Hamburger Rathaus.
Er ist Berufsfotograf mit Schwerpunkt Automobilfotografie und betreibt sein eigenes Porträt- und Pin-Up-Fotostudio am Harburger Binnenhafen.